# Société Botanique de France
A Sociedade Botânica da França (SBF) é uma sociedade científica fundada em 24 de maio de 1854. Desde sua inauguração, tem como objetivo concorrer ao progresso da botânica e das ciências que a acompanham e facilitar, por todos os meios disponíveis, os estudos e os trabalhos de seus membros.

## Publicações
A SBF publica atualmente duas publicações: 
- Acta botánica (trimestral)
- Journal de Botanique

A SBF regula diversos prêmios e recompensas como o  Prêmio de Coincy em homenagem ao botânico Auguste Henri Cornut de la Fontaine de Coincy (1837-1903). Foi adotado em 1904 e recompensa pesquisas em taxonomia. 